# Presión dinámica

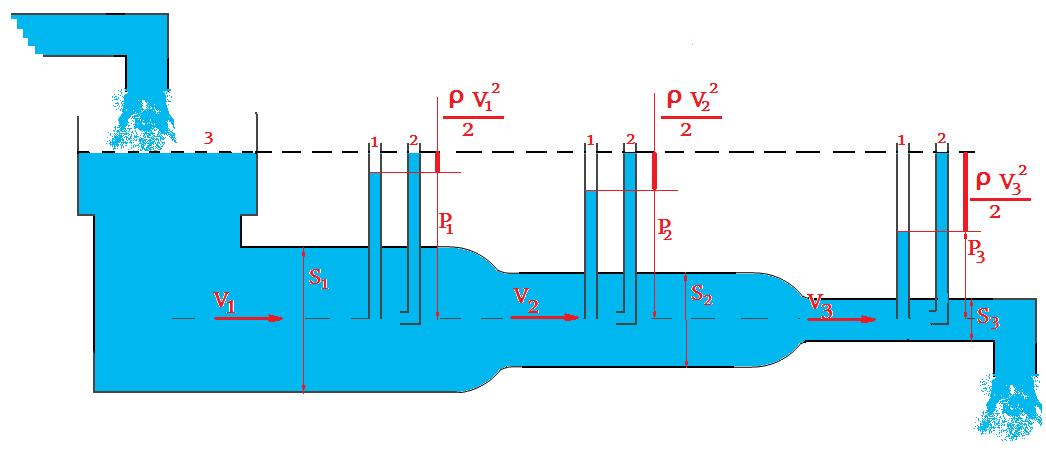
Demostración de la ecuación de Bernoulli que describe un flujo de fluido en una tubería con tres constricciones. La presión dinámica aparece como la diferencia entre la altura de presión y la presión estática en un lugar determinado de la tubería.

Se puede decir que cuando los fluidos se mueven en un conducto, la inercia del movimiento provoca un incremento adicional de la presión estática al chocar sobre un área perpendicular al movimiento.  La presión dinámica depende de la velocidad y la densidad del fluido.

En mecánica de fluidos Se define como presión dinámica a la cantidad definida por:
{\displaystyle q\ =\ {\frac {1}{2}}\rho v^{2}}
donde (utilizando unidades del sistema internacional):
{\displaystyle q} : presión dinámica en pascales
{\displaystyle \rho } : densidad del fluido en kg/m³ (e.g. densidad del aire)
{\displaystyle v} : velocidad del fluido en m/s

## Uso en la aviación
Es una variable instantánea que en aviación se utiliza como parámetro en el cálculo de la velocidad del avión. Más específicamente se usa para obtener la velocidad equivalente del aire (EAS, por sus siglas en inglés: Equivalent Air Speed) que se obtiene de la corrección de la velocidad calibrada del aire con los efectos de la compresibilidad adiabática.
Esta presión se mide en el avión a través de la toma Pitot.
El cálculo de la presión dinámica se realiza a través de la ecuación de Bernoulli, y para flujo de fluido incomprensible se tiene que:
{\displaystyle P_{t}-P_{s}={\frac {1}{2}}\rho v^{2}}
Siendo:
{\displaystyle P_{t}} : Presión total

{\displaystyle P_{s}} : Presión estática

{\displaystyle \rho } : Densidad del aire

{\displaystyle v} : velocidad

Aunque la ecuación presentada no es apta para cálculos en aviación comercial, pues a los regímenes de vuelo utilizados por los aviones comerciales, el aire es considerado compresible.
- Datos: Q949674